# Dimítrios Perroúkas
Dimítrios Perroúkas (grec moderne : Δημήτριος Περρούκας), parfois Berroúkas (Μπερρούκας), mort le 13 novembre 1851 était un combattant et homme politique grec qui participa à la guerre d'indépendance grecque.
Il était issu d'une famille de commerçants originaire d'Argos et qui s'installa à Patras au XVIIIe siècle. Il était le frère de Charalámbos Perroúkas.
Primat, il fut membre de la Gérousie du Péloponnèse, et fut envoyé à l'assemblée nationale d'Épidaure en 1821 puis il fut membre du Bouleutikó. Il participa à l'Assemblée nationale d'Argos en 1829 puis à la cinquième Assemblée nationale grecque en 1831-1832.
Il fut ministre et député sous le règne d'Othon. Il participa à la rédaction de la Constitution grecque de 1844.
Il mourut chez lui à Argos en novembre 1851.

## Sources
- (el) Phótios Chrysanthópoulos, Βίοι Πελοποννησίων ανδρών και των εξώθεν εις την Πελοπόννησον ελθόντων κληρικών, στρατιωτικών και πολιτικών των αγωνισαμένων τον αγώνα της επαναστάσεως, Athènes, Stávros Andrópoulos,‎ 1888, 335 p. (lire en ligne) pp. 112
- (el) Parlement grec, Μητρώο Πληρεξουσίων, Γερουσαστών και Βουλευτών. 1822-1935, Athènes, Parlement grec,‎ 1986, 159 p. (lire en ligne) [PDF]